# Herschel Jantjies
Herschel Jerome Jantjies (Stellenbosch, 22 de abril de 1996) es un jugador sudafricano de rugby que se desempeña como medio scrum y juega en los Stormers del Super Rugby. Es internacional con los Springboks y se consagró campeón del Mundo en Japón 2019.

## Selección nacional
Rassie Erasmus lo convocó a los Springboks para disputar The Rugby Championship 2019, debutó contra los Wallabies en el Estadio Ellis Park y marcó dos tries. En total lleva 9 partidos jugados y 20 puntos marcados, producto de cuatro tries.
Jantjies fue nombrado en el equipo de Sudáfrica para la Copa Mundial de Rugby de 2019. Sudáfrica ganó el torneo y derrotó a Inglaterra en la final.

### Participaciones en Copas del Mundo
Erasmus lo llevó a Japón 2019 como suplente de Faf de Klerk.
| Mundial                       | Sede  | Resultado | PJ | Tries |
| ----------------------------- | ----- | --------- | -- | ----- |
| Copa Mundial de Rugby de 2019 | Japón | Campeón   | 6  | 0     |

## Palmarés y distinciones notables
- Campeón de la Currie Cup de 2017.
- Rugby Championship 2019[3]
- Copa Mundial de Rugby de 2019[4]
- Seleccionado para jugar con los Barbarians